# Proxima Centauri
Proxima Centauri (dal latino Proxima, con il significato di "prossima", "la più vicina"), spesso abbreviata in Proxima, è una stella nana rossa di classe spettrale M5 Ve, posta a 4,243 al in direzione della costellazione del Centauro; fu scoperta da Robert Innes, direttore dello Union Observatory, in Sudafrica, nel 1915. Parte del sistema di α Centauri, è la stella più vicina al Sole.
Grazie alla sua vicinanza, il suo diametro angolare può essere misurato direttamente; le misurazioni indicano che il suo raggio equivale a circa un settimo di quello solare. La massa equivale a circa un ottavo di quella solare, mentre la densità è quaranta volte superiore a quella del Sole. Sebbene Proxima possieda una luminosità molto bassa è soggetta a improvvisi e casuali brillamenti, causati dalla sua attività magnetica. Il campo magnetico di questa stella è alimentato dai moti convettivi che avvengono nel suo interno e il brillamento che ne risulta periodicamente genera un'emissione a raggi X simile a quella prodotta dal Sole. La composizione di Proxima, il suo basso tasso di produzione di energia e le sue dinamiche indicano che resterà nella sequenza principale per almeno altri 4 000 miliardi di anni, ossia per circa 300 volte l'età attuale dell'Universo.
Nel 2016 è stato individuato un pianeta potenzialmente dotato di acqua liquida superficiale nella fascia orbitale abitabile. Data la sua natura di nana rossa e di stella a brillamento, la possibilità che sul pianeta possa svilupparsi la vita è ancora da accertare.

## Osservazione
A causa della sua declinazione fortemente australe, Proxima Centauri, come del resto anche le componenti primarie del sistema di α Centauri, resta invisibile da gran parte delle aree dell'emisfero boreale; soltanto in prossimità del tropico del Cancro le componenti maggiori diventano visibili, mentre Proxima, trovandosi quasi due gradi più a sud, si leva sull'orizzonte meridionale soltanto a partire dal 27º parallelo nord, equivalente alla latitudine della Florida, dell'Alto Egitto e dell'India settentrionale. Per contro, da gran parte dell'emisfero australe, questa stella si presenta circumpolare e può essere osservata durante tutto l'anno.
Le nane rosse come questa sono in realtà troppo deboli, anche quando sono vicine, per poter essere osservate a occhio nudo; basta pensare che da un ipotetico pianeta orbitante attorno a una delle due stelle centrali del sistema, Proxima sarebbe soltanto di quinta magnitudine, ossia al limite della visibilità a occhio nudo. La sua magnitudine apparente è pari a circa 11, così per poter essere osservata occorre un telescopio con un'apertura di almeno 80-100 mm e un cielo in condizioni atmosferiche ottimali, possibilmente senza Luna e con Proxima non rasente l'orizzonte.

## Storia delle osservazioni

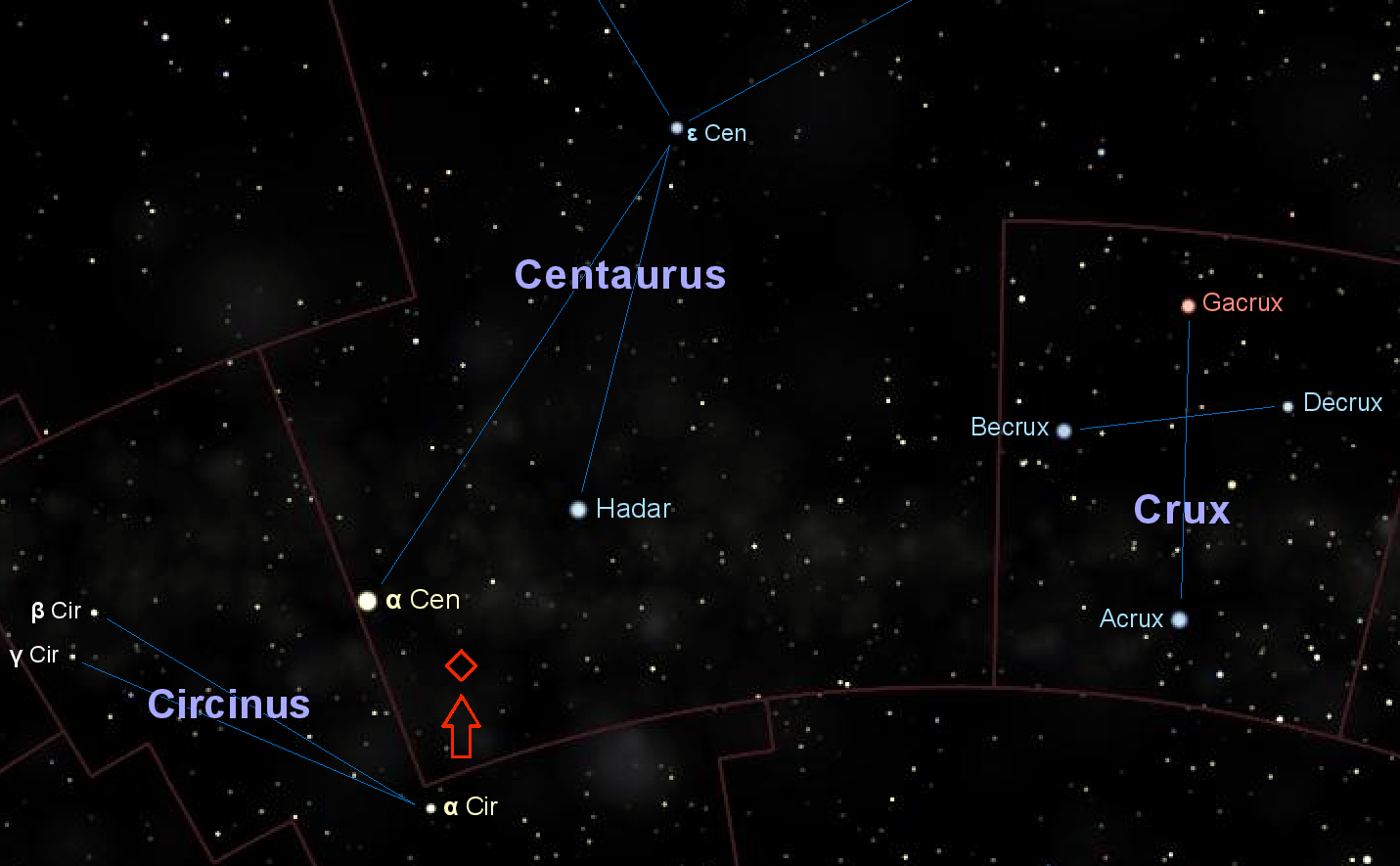
Posizione di Proxima Centauri rispetto alle stelle luminose più vicine

Robert Innes fu il primo a scoprire, nel 1915, che Proxima Centauri possiede lo stesso moto proprio del sistema di α Centauri; egli suggerì anche quello che poi sarebbe diventato il suo nome proprio attuale. Nel 1917 l'astronomo olandese Joan Voûte, nel Royal Observatory del Capo di Buona Speranza misurò la parallasse trigonometrica della stella, scoprendo che Proxima Centauri si trovava a una distanza dal Sole simile a quella di α Centauri; inoltre all'epoca Proxima era anche la stella con la più bassa luminosità assoluta conosciuta (MV = 15,5). Nel 1951 Harlow Shapley annunciò che Proxima Centauri era in realtà una stella a brillamento: uno studio comparato delle lastre fotografiche antecedenti aveva infatti mostrato che la stella si mostrava più luminosa in circa l'8% delle immagini, diventando così la stella a brillamento più attiva conosciuta.
La sua vicinanza consentì inoltre di studiare i suoi brillamenti molto dettagliatamente; nel 1980 l'Osservatorio Einstein produsse una curva precisa dell'energia dei raggi X rilasciata durante i brillamenti. Ulteriori osservazioni dell'attività della stella sono state compiute dai satelliti EXOSAT e ROSAT, mentre le emissioni minori, simili a quelle solari, sono state osservate dal satellite giapponese ASCA nel 1995. Proxima Centauri è stata anche oggetto di ricerca da parte dei principali osservatori a raggi X, fra cui XMM-Newton e Chandra.

### Osservazioni in radiofrequenza
In seguito alle rilevazioni condotte nel 2019 con il radiotelescopio Parkes in Australia, è stato osservato uno strettissimo fascio di onde radio che sembra provenire da Proxima Centauri. Da allora gli studiosi stanno esaminando le caratteristiche del segnale perché occupando una banda molto ristretta dello spettro radio, attorno ai 982 MHz, ha caratteristiche tipiche di una emissione artificiale; lo spazio che occupa è però apparentemente privo di segnali emessi da veicoli spaziali e satelliti gestiti dall'uomo.

## Caratteristiche
Proxima Centauri è classificata come una nana rossa, ossia una stella di classe spettrale M (a cui corrisponde un colore rosso) che si trova nella fase di sequenza principale nel diagramma HR; in seguito è stata classificata come M5,5, ossia una nana rossa al limite inferiore di massa. La sua magnitudine assoluta, ossia la magnitudine apparente che la stella avrebbe se posta a una distanza di 10 pc è 15,5; la sua luminosità totale, comprendendo tutte le lunghezze d'onda, è pari allo 0,16% di quella del Sole, sebbene se osservata alle lunghezze d'onda della luce visibile possieda solo lo 0,0056% della luminosità solare. Oltre l'85% dell'energia irradiata dalla stella si osserva infatti alle lunghezze d'onda dell'infrarosso.

Illustrazione che mostra le dimensioni (da sinistra a destra) del Sole, di α Centauri A, di α Centauri B e di Proxima Centauri

Nel 2002 l'interferometro ottico del Very Large Telescope permise di misurare direttamente il diametro angolare della stella, equivalente a 1,02±0,08 mas; rapportato alla distanza, emerge che il diametro effettivo di Proxima Centauri è circa un settimo di quello solare, cioè una volta e mezzo maggiore di quello di Giove; la massa della stella è stata stimata in appena il 12,3% di quella solare, pari a centoventinove volte quella di Giove. Dato che la densità media di una stella di sequenza principale è inversamente proporzionale alla massa della stella stessa, la densità di Proxima Centauri è comunque maggiore di quella del Sole: 56800 kg/m³ contro 1409 kg/m³.
A causa della sua piccola massa, la struttura interna di Proxima è costituita interamente da una zona convettiva, che provoca un movimento di energia dall'interno all'esterno soltanto tramite un movimento fisico del plasma, anziché attraverso una zona radiativa; ciò implica che l'elio prodotto dalla fusione nucleare dell'idrogeno non si accumula nel nucleo, ma viene messo in circolo in tutta la stella. A differenza del Sole, che brucerà soltanto il 10% del suo idrogeno disponibile prima di uscire dalla sequenza principale, Proxima Centauri consumerà quasi totalmente la sua riserva di idrogeno prima di evolvere.
La convezione è associata alla generazione e alla persistenza di un campo magnetico stellare; l'energia magnetica che proviene da questo campo viene rilasciata sulla superficie tramite i brillamenti, che aumentano brevemente la luminosità complessiva della stella. I brillamenti possono far sì che una porzione della superficie della stella raggiunga temperature fino a 27 milioni di K, sufficienti per emettere raggi X.
La cromosfera di questa stella è attiva e il suo spettro mostra una forte linea di emissione tipica del magnesio monoionizzato, alla lunghezza d'onda di 280 nm. Circa l'88% della superficie di Proxima Centauri potrebbe essere attiva, una percentuale molto più alta di quella del Sole quando è al picco del ciclo solare. Anche durante i periodi di quiescenza con pochi o nessun brillamento, quest'attività costante aumenta la temperatura della corona fino a 3,5 milioni di K, mentre quella solare raggiunge al massimo i 2 milioni. Tuttavia, il livello totale di attività di questa stella è considerato relativamente basso rispetto ad altre stelle nane di classe M, che è comunque elevato se rapportato all'età stimata della stella, dato che ci si aspetta che il livello di attività di una nana rossa cali costantemente nel corso dei miliardi di anni, come il tasso di rotazione stellare diminuisce. Da alcuni studi il livello di attività sembrava variare con un periodo di circa 442 giorni, un lasso di tempo più breve del ciclo solare, che dura 11 anni,, tuttavia uno studio del 2016 sembra confermare che la stella ha un ciclo simile a quello del Sole, della durata di circa 7 anni.
Proxima Centauri possiede anche un vento stellare, relativamente debole, consistente in non più del 20% del tasso di perdita di materia tipico del vento del nostro Sole. Poiché la stella è molto più piccola del nostro astro, tuttavia, il tasso di perdita per unità di superficie di Proxima Centauri risulta essere in proporzione fino a otto volte più elevato di quello della superficie solare.
Una nana rossa con la massa di Proxima Centauri rimarrà nello stadio di sequenza principale per circa altri quattro bilioni (4×1012) di anni; come l'abbondanza di elio aumenta a seguito dei processi di fusione dell'idrogeno, la stella diventerà più piccola e più calda, cambiando il suo colore da rosso a blu, diventando così una nana blu evoluta. Quando il suo ciclo vitale sarà quasi al termine, diventerà pure più luminosa, raggiungendo il 2,5% della luminosità solare e riscaldando eventuali corpi orbitanti attorno a essa per un periodo di diversi miliardi di anni. Una volta che la riserva di idrogeno si sarà esaurita, Proxima Centauri evolverà verso lo stadio di nana bianca (senza passare la fase di gigante rossa), esaurendo progressivamente la sua energia termica.

## Distanza e moti spaziali
Basandosi sulla parallasse di 772,3±2,4 millisecondi d'arco, misurata da Hipparcos (e l'ancora più precisa misurazione ottenuta utilizzando il telescopio spaziale Hubble, pari a 768,7±0,3 millisecondi d'arco), Proxima Centauri si trova a circa 4,2 anni luce di distanza da noi, pari a 270 000 volte la distanza fra la Terra e il Sole. Dal nostro sistema solare Proxima si trova a 2,18° da α Centauri, equivalente in termini apparenti a quattro volte il diametro angolare della Luna; Proxima possiede anche un elevato moto proprio, pari a circa 3,85 secondi d'arco all'anno. La velocità radiale è di 21,7 km/s.
Fra le stelle finora conosciute, Proxima è la stella più vicina a noi da circa 32 000 anni e resterà tale per almeno altri 33 000 anni, dopo i quali la stella più vicina diventerà Ross 248, un'altra nana rossa. Proxima continuerà ad avvicinarsi al Sole per i prossimi 26 700 anni, quando raggiungerà una distanza di appena 3,11 anni luce. La stella orbita nella Via Lattea a una distanza dal centro che varia fra 8,3 e 9,5 kpc, con un'eccentricità pari a 0,07.
Fin dalla scoperta di Proxima, fu ipotizzato che potesse trattarsi di una possibile compagna del sistema di α Centauri: la stella infatti si trova a una distanza di appena 0,21 al (13 000 au) dalla coppia principale, della quale condivide il moto spaziale. La probabilità che ciò fosse solo casuale è stata data in circa una su un milione in uno studio del 1993. Per questa ragione, Proxima è talvolta indicata con la sigla α Centauri C. Anche i dati raccolti dal satellite Hipparcos, combinati con le osservazioni condotte a terra, supportarono l'ipotesi che le tre stelle fossero effettivamente parte di un unico sistema, con la possibilità che Proxima fosse vicina al suo apoastro, ossia il punto più lontano dell'orbita rispetto al sistema centrale. Mancavano tuttavia delle misure della velocità radiale dei tre astri sufficientemente accurate per ottenere una conferma definitiva. Queste sono state ottenute tra il 2004 e il 2016 tramite lo spettrografo HARPS, installato sul telescopio di 3,6 metri di diametro dell'ESO posto all'Osservatorio di La Silla, sviluppato per individuare nuovi pianeti extrasolari con il metodo delle velocità radiali. I risultati delle analisi, pubblicati nel 2016, indicano che Proxima orbita attorno alla coppia principale con un periodo orbitale dell'ordine di 550 000 anni, a una distanza media di 8 700 UA. L'orbita presenta un valore piuttosto elevato dell'eccentricità orbitale, pari a circa 0,50; ciò determina che la stella raggiunga una distanza di circa 4 300 UA al periastro (ossia il punto più vicino dell'orbita rispetto al sistema centrale) e di circa 13 000 UA all'apoastro.
Conseguenza che Proxima sia legata gravitazionalmente ad α Centauri è che le tre stelle abbiano condiviso il processo di formazione e abbiano probabilmente la stessa composizione chimica; è inoltre possibile che l'interazione gravitazionale tra le tre stelle abbia avuto un'importante influenza sulla formazione e sulle caratteristiche dei pianeti nel sistema.
Sei singole stelle, due sistemi binari e una stella tripla mostrano un moto comune a quello del sistema di α Centauri attraverso lo spazio; le velocità spaziali di questo gruppo di stelle sono tutte comprese entro i 10 km/s rispetto al moto mostrato da α Centauri. Ciò farebbe pensare che si possa trattare di un'associazione stellare, che indicherebbe pertanto pure un punto di origine comune, come avviene negli ammassi aperti.

## Ricerca di pianeti abitabili
| Periodo orbitale (giorni) | Separazione (UA) | Max. massa (× Giove) |
| ------------------------- | ---------------- | -------------------- |
| 50                        | 0,13             | 3,7                  |
| 600                       | 0,69             | 8,3                  |
| 3000                      | 1,00             | 22                   |

Se un pianeta massiccio orbitasse attorno a Proxima Centauri, la sua presenza disturberebbe il moto della stella a ogni orbita; se poi il piano orbitale del pianeta non fosse perpendicolare alla linea di vista dalla Terra, questi disturbi causerebbero dei periodici cambiamenti nella velocità radiale della stella. Il fatto che le numerose misurazioni della sua velocità radiale non abbiano indicato alcuno spostamento ha abbassato il limite massimo della massa che un eventuale corpo celeste orbitante attorno alla stella può possedere. Sfortunatamente, il livello di attività della stella aggiunge dei disturbi alle misurazioni della velocità radiale, limitando così le possibilità di trovare dei corpi compagni tramite questo metodo.
Nel 1998 un'indagine di Proxima Centauri tramite lo spettrografo di bordo del telescopio spaziale Hubble aveva mostrato delle evidenze di un compagno orbitante attorno alla stella alla distanza di circa 0,5 UA; tuttavia una ricerca successiva utilizzando la Wide Field Planetary Camera 2 non riuscì a individuare alcun compagno. Proxima Centauri, assieme alle componenti centrali di α Centauri, sono uno dei più probabili obiettivi di una futura missione NASA nota come Space Interferometry Mission, che sarebbe in teoria in grado di individuare dei pianeti con un minimo di tre volte la massa terrestre entro due UA dalla stella madre.

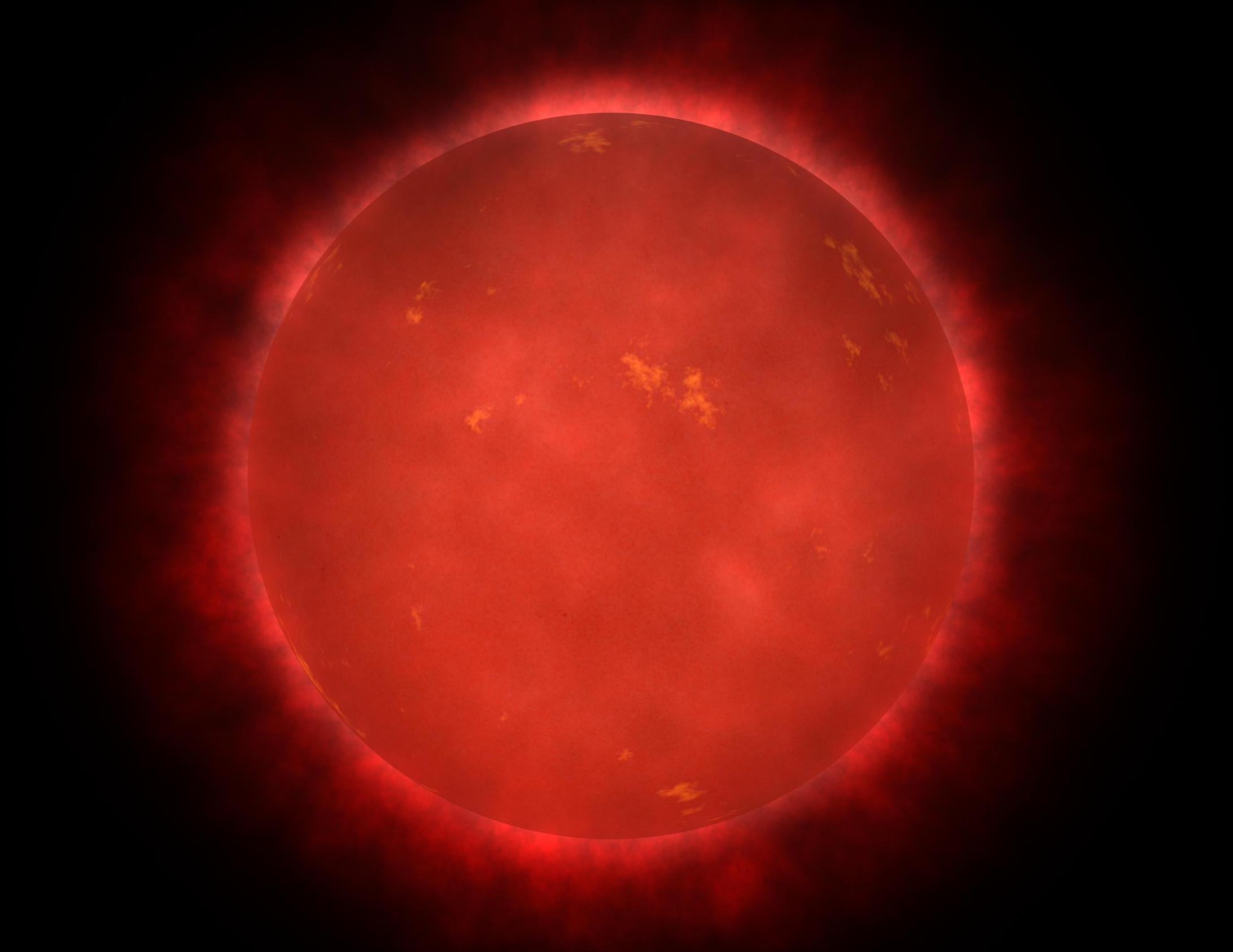
Rappresentazione artistica di una nana rossa. Illustrazione NASA.

Un ipotetico pianeta in orbita attorno a una nana rossa come Proxima Centauri che sia in grado di ospitare la vita dovrebbe trovarsi molto vicino alla sua stella, dato che la zona abitabile si trova in uno spazio compreso fra 0,023 e 0,054 UA da essa; un pianeta così vicino avrebbe un periodo di rivoluzione molto breve e la sua rotazione sarebbe bloccata dalla forza di marea della stella, costringendolo a mostrare a ogni rotazione sempre la stessa faccia alla stella stessa (come avviene per la Luna con la Terra). Tuttavia, la presenza di un'atmosfera sarebbe in grado di ridistribuire l'energia ricevuta dalla faccia esposta a quella sempre in ombra.
Mentre alcuni scienziati affermano che la variabilità di Proxima Centauri potrebbe costituire un ostacolo alla presenza di un'atmosfera in un pianeta della fascia abitabile, altri sostengono che questo problema può essere aggirato. Infatti una forte ondata di particelle cariche proveniente da un brillamento della stella sarebbe in grado di strappare via l'atmosfera di un eventuale pianeta molto vicino; tuttavia, se il pianeta possedesse un campo magnetico questo sarebbe in grado di deviare le particelle lontano dall'atmosfera. Anche se il pianeta possedesse una bassa velocità di rotazione mostrando sempre la stessa faccia alla stella, questa sarebbe tuttavia in grado di generare un campo magnetico, almeno finché la parte interna del pianeta resterà allo stato fuso.
Altri scienziati, specialmente i sostenitori dell'ipotesi della rarità della Terra, non concordano sul fatto che eventuali pianeti delle nane rosse possano ospitare la vita; la rotazione marealmente bloccata potrebbe generare un momento magnetico planetario relativamente debole, comportando una forte erosione atmosferica a causa delle forti espulsioni di massa coronali di Proxima Centauri.

### Scoperta di Proxima b
Dopo tre anni di misure della velocità radiale della stella attraverso lo spettrografo HARPS, il 24 agosto del 2016 è stata annunciata la scoperta di un pianeta extrasolare, Proxima Centauri b (o Proxima b) avente una massa minima stimata di 1,17 M⊕ e che orbita nella zona abitabile di Proxima Centauri in poco più di undici giorni.

### Proxima Centauri c
Misurando le variazioni della velocità radiale, nel 2019 un gruppo guidato da Mario Damasso dell'INAF ha annunciato la probabile presenza di un ulteriore pianeta in orbita intorno a Proxima Centauri. Al primo annuncio avvenuto nell'aprile del 2019, ha fatto seguito una pubblicazione nel gennaio del 2020 sulla rivista Science Advances. Il pianeta è poi stato studiato nel 2020 e nel 2021 con lo spettrografo HARPS da terra e con il satellite Gaia dallo spazio nel tentativo di giungere a una conferma definitiva della sua esistenza che però studi del 2022 mettono in dubbio.. Proxima c potrebbe essere una super Terra o un nano gassoso con una massa sette volte quella terrestre, in orbita a circa 1,5 UA dalla stella e con un periodo orbitale di 5,2 anni.

### Proxima Centauri d
Osservazioni del 2019 condotte con lo spettrografo ESPRESSO, il cui scopo era di perfezionare la misura della massa del pianeta b, avevano indicato la possibile presenza di un ulteriore pianeta attorno alla stella con un periodo orbitale di 5,2 giorni. La conferma del pianeta d è avvenuta a inizio 2022, ha una massa minima di 0,26 M⊕ e orbita in 5,122 giorni attorno alla stella.
Nel dicembre del 2017 era stata annunciata la scoperta di un possibile pianeta (allora secondo in ordine di scoperta) attorno a Proxima Centauri, individuato mediante il metodo dei transiti. Gli autori della scoperta avevano rilevato una riduzione nella luminosità della stessa che, secondo le loro analisi, mostrava una maggiore corrispondenza con quella che sarebbe stata determinata dal transito di un pianeta rispetto a quanto sarebbe stato associato alla comune variabilità delle nane rosse. Temporalmente, tuttavia, Proxima b non poteva aver originato l'evento e gli autori della scoperta avanzarono l'ipotesi che potesse esistere un pianeta che avrebbe avuto un periodo di rivoluzione di 2-4 giorni e diametro e massa inferiori a quelli della Terra. Come alternativa, l'evento avrebbe potuto essere stato causato anche da un pianeta più grande, con un'orbita superiore rispetto a quella di Proxima b, sebbene la probabilità di aver osservato un suo transito avrebbe dovuto essere considerata estremamente bassa. Al novembre del 2021, non è stato rilevato alcun altro transito. Anzi, osservazioni condotte con TESS escludono che pianeti delle dimensioni di Marte o superiori siano transienti entro la zona abitabile della stella.

### Prospetto del sistema
| Pianeta | Tipo              | Massa          | Periodo orb.  | Sem. maggiore | Eccentricità | Scoperta |
| ------- | ----------------- | -------------- | ------------- | ------------- | ------------ | -------- |
| d       | Sub Terra         | 0,26±0,05 M⊕   | 5,122 giorni  | 0,02885 au    | 0,04         | 2020     |
| b       | Pianeta terrestre | 1,173±0,086 M⊕ | 11,184 giorni | 0,05 au       | 0,1          | 2016     |
| c *     | Super Terra       | 7±1 M⊕         | 5,23 anni     | 1,48 au       | 0,04         | 2019     |

* Non confermato

## Cinture di polveri intorno a Proxima Centauri
Nel novembre del 2017 è stata annunciata la scoperta da parte del radiotelescopio ALMA di una fascia di polveri attorno a Proxima Centauri. Secondo l'autore della ricerca, Guillem Anglada, la fascia di polveri fredde è ''la prima indicazione della presenza di un elaborato sistema planetario e non solo di un solo pianeta, attorno alla stella più vicina al nostro Sole''. Le particelle di roccia e ghiaccio varierebbero in dimensioni da meno di un millimetro sino a diversi chilometri di diametro, a una temperatura di circa -230 °C e con una massa totale di circa un centesimo di quella terrestre. I dati di ALMA suggeriscono la presenza di una seconda cintura ancora più fredda, entrambe a una distanza molto superiore rispetto a Proxima b che orbita a soli quattro milioni di chilometri dalla stella madre. Sempre secondo Anglada, «questo risultato suggerisce che Proxima Centauri possa avere un sistema a pianeti multipli con una ricca storia di interazioni che hanno portato alla formazione di una cintura di polvere.» L'autore dello studio condivide il proprio nome con l'astronomo che ha guidato il gruppo che ha scoperto Proxima Centauri b, Guillem Anglada-Escudé.

## Possibile meta di un viaggio interstellare
Proxima Centauri è stata spesso suggerita come destinazione logica per il primo viaggio interstellare dell'umanità nonostante le stelle a brillamento non siano particolarmente ospitali. In ogni caso la velocità massima che un veicolo può raggiungere con le attuali tecnologie è sufficiente solo per raggiungere la stella dopo ben 110000 anni. Tuttavia, sfruttando l'effetto fionda, una sonda spaziale può superare questa velocità, arrivando a raggiungere i 17 km/s, a fronte degli 8,3 km/s delle missioni Apollo. Le sonde Voyager 1 e Voyager 2 si stanno allontanando dal nostro sistema solare a questa velocità. Un più probabile viaggio di una sonda spaziale in grado di accelerare continuamente, con un motore atomico a ioni, fino al 30% della velocità della luce, con una analoga decelerazione nella parte finale del viaggio, impiegherebbe poco meno di venti anni, più quattro anni necessari perché il segnale radio giunga fino a noi. Il Sole da Proxima Centauri apparirebbe come una stella di magnitudine apparente 0,4, in direzione della costellazione di Cassiopea, in una posizione leggermente diversa da come apparirebbe dalle stelle centrali del sistema di α Centauri.

### Testi generici
- (EN) Martin Schwarzschild, Structure and Evolution of the Stars, Princeton University Press, 1958, ISBN 0-691-08044-5.
- (EN) Robert G. Aitken, The Binary Stars, New York, Dover Publications Inc., 1964.
- A. De Blasi, Le stelle: nascita, evoluzione e morte, Bologna, CLUEB, 2002, ISBN 88-491-1832-5.
- M. Hack, Dove nascono le stelle. Dalla vita ai quark: un viaggio a ritroso alle origini dell'Universo, Milano, Sperling & Kupfer, 2004, ISBN 88-8274-912-6.
- C. Abbondi, Universo in evoluzione dalla nascita alla morte delle stelle, Sandit, 2007, ISBN 88-89150-32-7.

### Carte celesti
- Tirion, Rappaport, Lovi, Uranometria 2000.0 - Volume II: The Southern Hemisphere to +6°, Richmond, Virginia, USA, Willmann-Bell, inc., 1987, ISBN 0-943396-15-8.
- Tirion, Sinnott, Sky Atlas 2000.0, 2ª ed., Cambridge, USA, Cambridge University Press, 1998, ISBN 0-933346-90-5.
- Tirion, The Cambridge Star Atlas 2000.0, 3ª ed., Cambridge, USA, Cambridge University Press, 2001, ISBN 0-521-80084-6.

### Voci generiche
- Stella
- Sequenza principale
- Nana rossa

### Il sistema
- α Centauri
- α Centauri A
- α Centauri B

### Liste
- Stelle più vicine alla Terra
- Lista delle stelle luminose più vicine
- Lista di stelle

### Posizione
- Costellazione del Centauro
- Bolla Locale
- Nube Interstellare Locale
- Braccio di Orione
- Via Lattea
- Gruppo Locale
- Superammasso della Vergine